# Lochemse Golf & Country Club De Graafschap
De Lochemse Golf & Country Club De Graafschap is een Nederlandse golfclub in Lochem.

## Geschiedenis
Golfclub 'De Graafschap' is opgericht in 1987. In 1936 kreeg de voormalige burgemeester van Lochem, Remmet van Luttervelt, al het idee om een golfclub aan de Sluitdijk op te richten, maar door de uitbraak van de Tweede Wereldoorlog werd het plan vertraagd. In 1987 werd het plan van de burgemeester overgenomen door de voormalige wethouder, L. v.d.Velden.
Momenteel heeft de club een 18 holes golfbaan. Er wordt les gegeven door Richard Eccles, Liam ter Horst en Niels Wiggemans.
De club is sinds maart 2011 gecertificeerd voor Committed to Jeugd.

## Lochem Jeugd Open

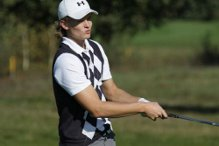
Berry Jole, winnaar 2010

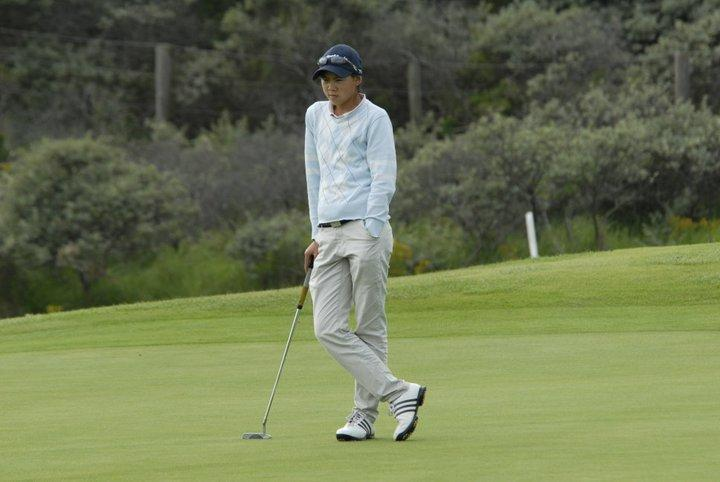
Zhen Bontan, winnares 2011

In 1997 initieerde Lochemer Henny Nijenhuis (vader van Tim en Nienke Nijenhuis) samen met Sandy Munro (pro op Lochem) en Erik Maan (jeugdcommissie) een Jeugd Open voor jongens en meisjes. Vanaf het eerste jaar waren er 72 deelnemers, daarnaast speelde een categorie jeugdleden van Lochem en omringende clubs.
In 2008 was het eenmalig een tweedaags toernooi, maar dit was geen succes, omdat de agenda van jeugdgolfers te vol is. Winnaar was Hidde-Jan Hoogendoorn van de Efteling.

Na het toernooi mochten de deelnemers proberen de 'longest drive' te slaan, de opbrengst hiervan ging in 2008 voor het eerst naar het Ronald McDonald Kinderfonds.
In 2009 was het weer een 18-holes toernooi, waarbij vanaf de backtee's gespeeld werd in twee categorieën: 1e categorie: handicap + t/m 10.0, 2e categorie: handicap 10.1 t/m 18.0 .

In 2010 waren er 75 deelnemers. De 17-jarige Berry Jole maakte een ronde van 73, Philip Libregt won de netto prijs met 66.
Het toernooi telt mee voor de 'Van Lanschot Ranking'.

In 2011 eindigde het toernooi in een play-off tussen Zhen Bontan (hcp.7.3) en Floris Veth (hcp.5.6), die beiden een score van 76 hadden. Zhen won.
| 2018 - Zhen Bontan 2017 - Floris Veth 2016 - Samarth Kumar 2015 - Simon Simonse 2014 - Rody Haije 2013 - Mike Toorop 2012 - Simon Simonse 2011 - Zhen Bontan 2010 - Berry Jole 2009 - Martin Vermei 2008 - Hidde Jan Hogendoorn 2007 - Rob van der Vin 2006 - Floris de Vries 2005 - Darius van Driel 2004 - Joost Luiten 2003 - Wouter de Vries 2002 - Floris de Vries 2001 - Alister Munro 2000 - Inder van de Weerelt 1999 - Dewi Claire Schreefel 1998 - Tim Nijenhuis 1997 - Tim Nijenhuis 1995 - Vincent Hubert |

## Trivia
- De Lochemse golfclub is de thuisbaan van Nienke Nijenhuis, zij speelde zeven seizoenen op de Ladies European Tour, en van Inder van Weerelt.
- In 2007 ontving de club van de NGF het certificaat Committed to Green.